# Lusernetta
Lusernetta is een gemeente in de Italiaanse provincie Turijn (regio Piëmont) en telt 508 inwoners (31-12-2004). De oppervlakte bedraagt 7,2 km², de bevolkingsdichtheid is 71 inwoners per km².

## Demografie
Lusernetta telt ongeveer 236 huishoudens. Het aantal inwoners daalde in de periode 1991-2001 met 0,2% volgens cijfers uit de tienjaarlijkse volkstellingen van ISTAT.
| Jaar | Inwoneraantal |
| ---- | ------------- |
| 1991 | 497           |
| 2001 | 496           |

## Geografie
Lusernetta grenst aan de volgende gemeenten: Luserna San Giovanni, Bibiana.
1. ↑  https://demo.istat.it/?l=it.